# Saad Mane
Saad Kameel Al-Fadhli ou سعد مانع كميل الفضلي dit Saad Mane, né le 6 janvier 1963, est un ancien arbitre koweïtien de football. International dès 1994, il officia beaucoup au niveau asiatique, ainsi qu'au niveau mondial. Il arrêta en 2008, ayant atteint la limite d'âge (45 ans).

## Carrière
Il a officié dans des compétitions majeures : 
- Coupe du monde de football des moins de 20 ans 1997 (5 matchs dont la finale)
- Coupe des confédérations 1997 (1 match)
- JO 2000 (2 matchs)
- Coupe du monde de football des clubs 2000 (1 match)
- Coupe d'Asie des nations de football 2000 (2 matchs)
- Coupe du monde de football de 2002 (3 matchs dont le match pour la 3e place)
- Coupe d'Asie des nations de football 2004 (3 matchs dont la finale)
- Coupe d'Asie des nations de football 2007 (4 matchs)
- Ligue des champions arabes 2007-2008 (finale retour)